# Craters of the Moon National Monument
Das Craters of the Moon National Monument (seit dem Jahr 2000 auch Craters of the Moon National Monument and Preserve) ist ein Schutzgebiet vom Typ eines National Monuments im Zentrum der Ebene des Snake Rivers im US-Bundesstaat Idaho auf etwa 1750 m über dem Meer. Das Gebiet besteht aus großflächigen erkalteten Lavaströmen und einigen Schlackenkegeln. Die vulkanische Aktivität ruht, ist aber nicht erloschen. Der letzte Ausbruch im Craters-of-the-Moon-Gebiet liegt etwa 2000 Jahre zurück.
Die Craters of the Moon liegen in einer der abgelegensten Regionen der Vereinigten Staaten, wurden erst Anfang des 20. Jahrhunderts näher erkundet und 1924 unter Schutz gestellt. Zuvor mehrfach geringfügig erweitert, wurde das Gebiet im Jahr 2000 auf die 13-fache Fläche ausgedehnt. Seitdem stehen das ganze Vulkanfeld einschließlich des Wapi-Felds im Süden und die angrenzenden Präriegebiete unter Naturschutz. Die Erweiterungsgebiete unterliegen dem geringeren Schutzstatus einer National Preserve, weshalb die Jagd weiterhin zulässig ist und die bestehenden Verträge über die Nutzung der öffentlichen Flächen durch Herden privater Rinder-Rancher in Kraft bleiben. Das Schutzgebiet wird gemeinsam durch den National Park Service und das Bureau of Land Management verwaltet, zwei Behörden unter dem Dach des US-Innenministeriums.
Der Name des Schutzgebietes stammt vom lebensfeindlichen Eindruck, den frühe Besucher hatten. Im Rahmen des Apollo-Programms nutzten Astronauten das Gebiet kurzzeitig zur Ausbildung.

## Geologie

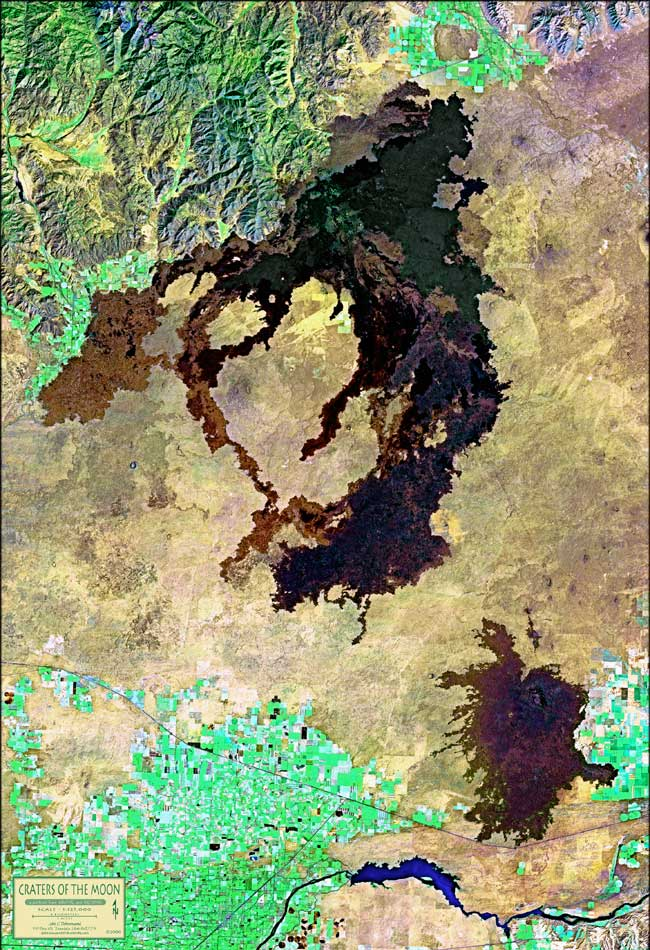
Satellitenaufnahme: Das aus einzelnen Lavaflüssen zusammengesetzte Craters-of-the-Moon-Lavafeld und das Wapi-Feld südöstlich davon

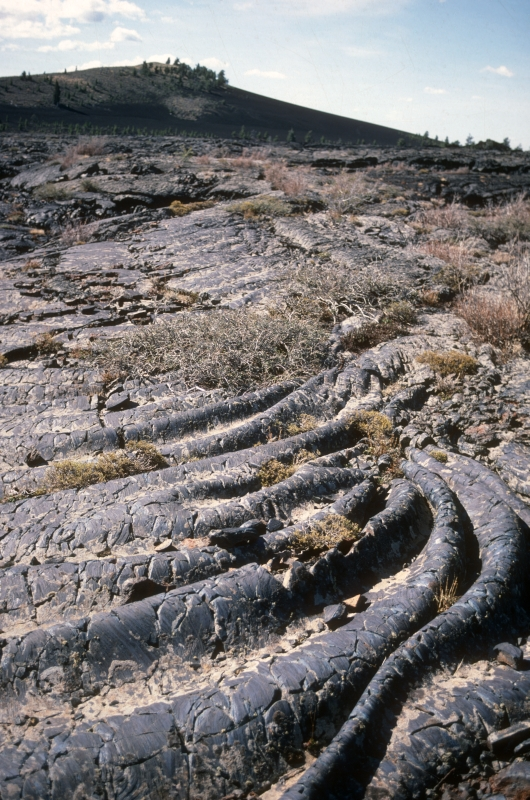
Pahoehoe-Lavastrom

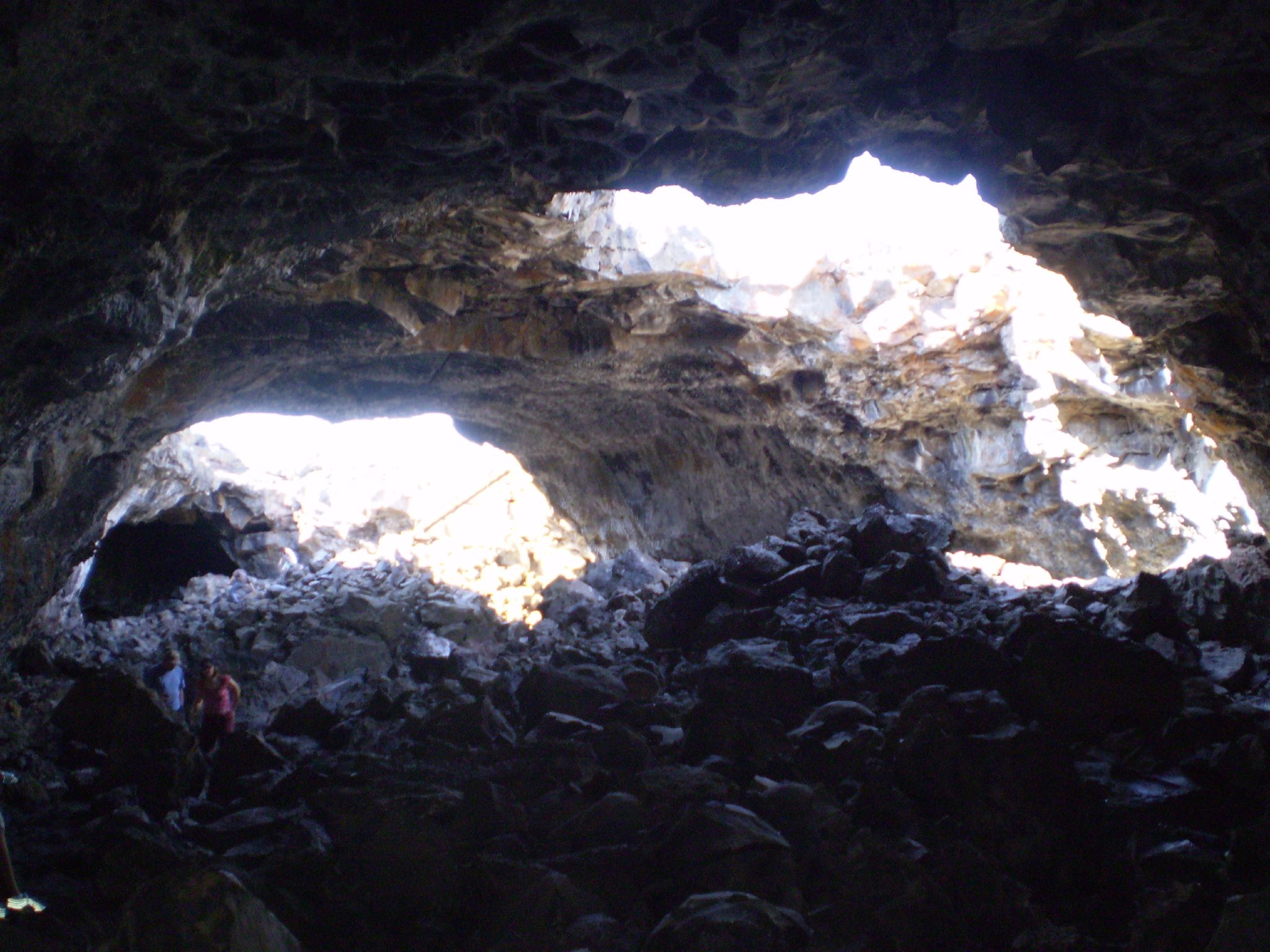
Indian Tunnel – Lavaröhre von innen

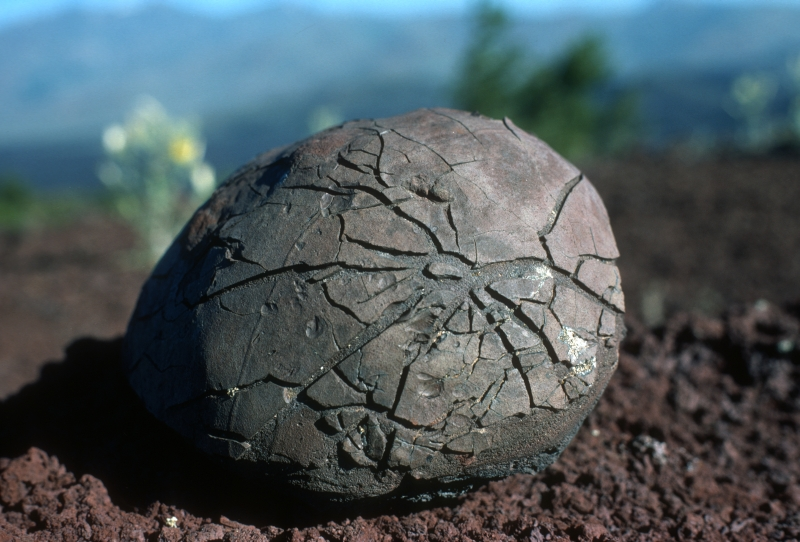
Vulkanische Bombe, Durchmesser ca. 25 cm

Das Craters-of-the-Moon-Gebiet liegt im Zentrum der vulkanisch geprägten Ebene des Snake Rivers, die sich durch den Süden Idahos zieht. Wie die gesamte Ebene fällt es leicht und gleichmäßig nach Süden ab. Die heutige Landschaft und ihr geologischer Untergrund wurden in drei charakteristischen Phasen geprägt.

### Yellowstone-Hotspot
Der Untergrund der Ebene sind rhyolithischer Tuff und Gesteine aus verdichteter vulkanischer Asche. Sie entstanden durch einen Hotspot, der von einem Plume mit Magma aus dem Erdmantel gespeist wurde. Über diesen Plume verschiebt sich die Nordamerikanische Platte, eine der tektonischen Platten der Erdkruste, so dass die vulkanische Aktivität scheinbar von Südwest nach Nordost wandert. Der Hotspot liegt heute unter dem Yellowstone-Nationalpark und ist für die vulkanische Aktivität des Yellowstone-Supervulkans, seine Caldera, die Geysire und die sonstigen vulkanischen Erscheinungsformen des Nationalparks verantwortlich.
Das heutige Schutzgebiet befand sich vor rund 11 Millionen Jahren über dem Hotspot. Das aus dem Erdmantel aufsteigende Magma schmolz Granitgestein der Erdkruste. Dabei wölbte sich die Erdoberfläche auf. Bei einer weiteren Steigerung der Energie kam es zur katastrophalen Eruption und der geschmolzene Granit wurde in Form von Rhyolith ausgeworfen. Dabei entstanden eine Caldera und großflächige Tuff- und Aschenschichten. Mit der scheinbaren Wanderung verschob sich der Ort der nächsten Eruption. Für die Snake River Plain sind 142 massive Eruptionen nachgewiesen, dazu kommen hunderte mittlere und kleinere. Die Calderen überlappen sich typischerweise. Auf diese Weise wurden rhyolitische Lava und die Aschen ausgestoßen, die heute den tiefen Untergrund der Snake River Plain prägen. In der Erdkruste, in einer Tiefe von mindestens 10 km hinterließen die Schmelzvorgänge des Hotspots eine rund 10–15 km dicke Schicht aus basaltischer Schlacke, die bis heute weitgehend in geschmolzenem Zustand ist. Sie liefert seither die Energie für die vulkanische Aktivität in der Region. Die Oberfläche sank nach dem Abkühlen ab, es kam zu einer Senkung, die den Zugweg der Nordamerikanischen Platte über den Hotspot hinweg markiert: die Tiefebene der Snake River Plain.

### Basaltische Eruptionen
Vor rund sechs Millionen Jahren begann im westlichen Nordamerika ein tektonischer Prozess, der zu einer Dehnung der Erdkruste führte, die eine Vielzahl weitgehend paralleler, grob in Nord-Süd-Richtung verlaufender Grabenbrüche zur Folge hatte. Damals entstand die Basin-and-Range-Region mit ihren parallelen Graben-und-Horst-Strukturen, die von Mexiko im Süden bis im Norden gerade noch nach Idaho reicht. Im Süden des heutigen Idahos wirkten die Kräfte auf die abgesunkenen Schichten aus eruptivem Gestein auf dem Zugweg des Hotspots. Hier führte die Dehnung der Kruste zu einer Vielzahl von Dehnungsbrüchen in Nordwest-Südost-Orientierung. Der größte der parallelen Dehnungsbrüche liegt im Zentrum der Ebene, hat eine Länge von rund 80 km bei etwa 2,5 km Breite und wird als Great Rift (of Idaho) bezeichnet. Nach anderen Interpretationen entstand der Great Rift unter dem Druck aufsteigender Lava aus dem Reservoir, das durch Belastung von oben plastisch verformt wurde und dabei Risse erzeugte.
Im Great Rift, wie in den anderen Brüchen in der Snake River Plain, stieg basaltisches Magma in Dykes auf und trat in Form von Spaltenvulkanen, Schlackenkegeln und flachen Schildvulkanen an der Oberfläche aus. Im Zeitraum von vor rund 6 Millionen Jahren bis vor etwa 15.000 Jahren entstanden gewaltige Lavaströme, die mehrere bis zu 1200 m dicke Schichten im Zentrum der Snake River Plain bildeten, in die vereinzelt Schichten aus Sedimentgestein eingelagert sind. Sie bedecken etwa 95 % der Ebene.

### Jüngste Aktivitäten

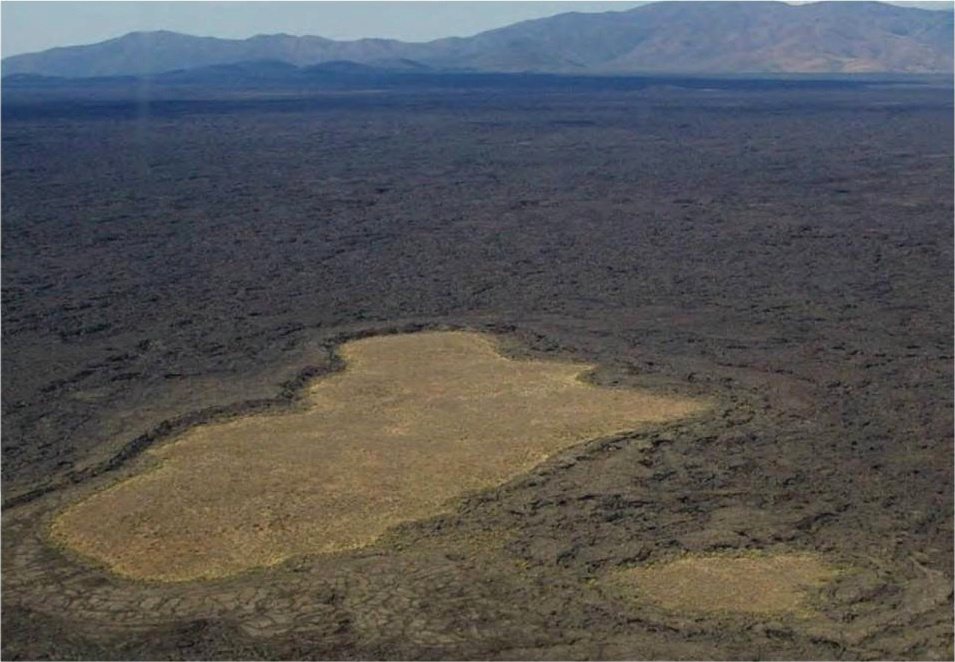
Kipukas, Inseln aus verwitterter Lava von jüngeren Lavaflüssen umschlossen

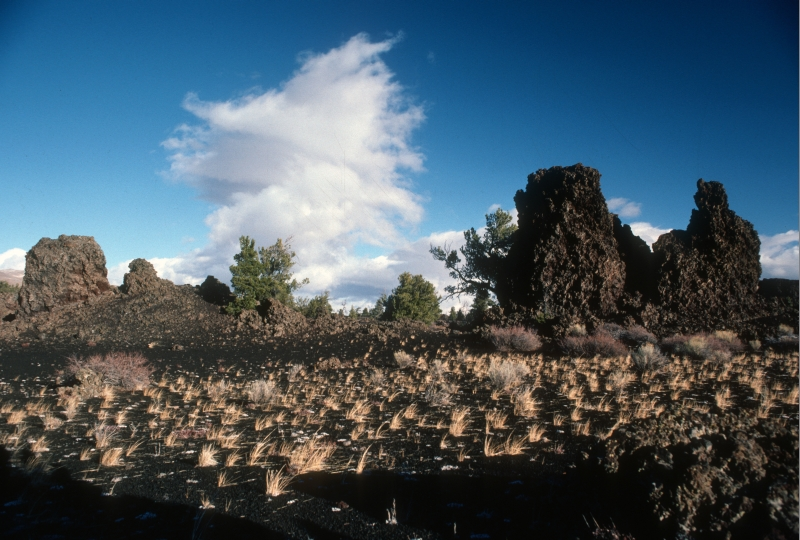
Federgras vor Lavablöcken im Devils Orchard

Die bisher letzte Phase vulkanischer Aktivität im Crater of the Moon Gebiet begann vor etwa 15.000 Jahren. Am Great Rift traten drei und weiteren Brüchen fünf weitere junge Lavafelder aus. Die drei Felder des Great Rift, Craters of the Moon, Kings Bowl und Wapi, liegen innerhalb des Schutzgebietes. Es ist nach dem Craters-of-the-Moon-Feld benannt, das das größte Lavafeld in der Snake River Plain und zugleich in den Continental United States ist, das weit überwiegend aus dem Holozän, also den letzten 10.000 Jahren stammt. Es ist aus über 60 einzelnen Lavaströmen zusammengesetzt, die sich gegenseitig überlappen. Rund 30 km³ basaltische Lava traten in acht eruptiven Perioden aus und bedecken eine zusammengesetzte Fläche von rund 1600 km².
Rund 80 % der Lavafelder bestehen aus der gering viskosen Pāhoehoe-Lava. In erstarrter Form ist sie durch glatte Oberflächen und runde Formen gekennzeichnet, die vereinzelt einen blauen oder grünen Glanz annehmen können. Sie wird durch lange Flüsse gespeist, die beim Auslaufen und Erkalten hohle Lavaröhren hinterlassen können, langgestreckte Höhlen in und unter den Lavaflüssen. Fünf Lava-Röhren können im Gebiet begangen werden. Den Rest der Lavafelder macht die unregelmäßige Aa-Lava aus. Sie hat eine scharfkantige Oberfläche, die aus einzelnen Brocken von unter einem bis zu wenigen Zentimetern Größe zusammengesetzt ist. Ihre Gestalt ist teilweise wellenförmig mit bis zu 3 m hohen Berg- und Talstrukturen. Ihre Grenzen sind in der Regel durch eine steile Front gekennzeichnet.
Geochemisch bestehen die basaltischen Lavaflüsse im Craters-of-the-Moon-Feld aus olivinischem Tholeiit. Sie sind besonders reich an Eisen, Phosphor, Titan und Alkalimetallen.
Bei den Eruptionen wurden außer den Lavaströmen rund 25 Schlackenkegel aufgeworfen, die häufig durch mehrere naheliegende Schlote entstanden, so dass sich die Kegel überlappen oder vollkommen ineinander liegen. Außerdem wurden vulkanische Bomben verschiedener Typen und Größen ausgestoßen. Die ausströmende Lava bildete mehrere flache Schildvulkane, darunter das Wapi-Feld, das aus nur einer Eruption entstanden ist.
Die jüngsten Erscheinungen sind kleinere Lavaströme im Norden des Craters-of-the-Moon-Felds. Darunter ist der North Crater Flow, der auf ein Alter von etwa 2000 Jahren datiert wurde. Auch wenn die vulkanische Aktivität im Craters-of-the-Moon-Gebiet seither ruht, ist sie nicht erloschen.

## Ökosysteme
Das Gebiet der Craters of the Moon liegt im Bereich der östlichen Snake-River-Basalt-Ebene. Das Klima ist semi-arid, kontinental mit heißen, trockenen Sommern und kalten Wintern. Die Böden sind jung, soweit vorhanden ist die Humusauflage gering. Zu unterscheiden sind drei Bodentypen: die jungen Lavafelder, Flächen älterer Lavaströme, in denen bereits eine Bodenbildung stattgefunden hat, sowie Böden auf äolischen, durch Wind verfrachteten Sedimenten aus Sand und Löss. Spezifisch für das Schutzgebiet – und untypisch für die Region – ist das kleinräumige Mosaik der Lebensräume. Mehrere hundert Kipukas, mittelgroße und kleine Inseln von verwitterten Böden, sind in jüngere Lava-Flüsse eingelagert und bilden jeweils abgeschlossene Ökosysteme.
Die jungen Lavaflächen sind zumeist ohne jede Vegetation. Vereinzelt stehen Büschel von Federgräsern. In Spalten und Rissen wachsen diverse Arten, die extreme Trockenheit ertragen. Darunter sind die Bartfaden-Art Penstemon deustus, die Flammenblume Phlox hoodii, das Sperrkrautgewächs Aliciella leptomeria und Fingerkräuter. An den Vulkankegeln und einigen Hügelflanken gibt es lokal genug Wasser für montane Busch- und Waldgesellschaften. Hier wachsen Wacholder, die Amerikanische Zitterpappel und die Nevada-Zirbel-Kiefer (Pinus flexilis).
Auf verwitterten Lavafeldern ist die typische Pflanzengesellschaft eine Strauchsteppe mit Wüsten-Beifuß als Leitart. Der namensgebende Wüsten-Beifuß bildet großflächig niedriges Gebüsch, ansonsten ist der Boden locker mit Gräsern der Prärie bedeckt. Die häufigste Grasart ist das Blaubüschel-Weizengras (Agropyron spicatum – auch: Pseudoroegnaria spicata), das in Büscheln wächst. Daneben kommen verschiedene Federgräser und Indianisches Reisgras (Oryzopsis hymenoides) vor. Purshia tridentata ist ein häufiger Strauch. Die Dach-Trespe tritt als Neophyt auf.
Die gleichen Pflanzengesellschaften bedecken auch die Böden außerhalb der Lavafelder. Die Vegetation ist dichter, weshalb die Flächen zur extensiven Weidenutzung mit Rindern dienen. Die Prärien im Zentrum und Süden des Gebietes sind durch historische und anhaltende Beweidung stark gestört.
Die Tierwelt ist geprägt durch die große Trockenheit und die extremen Sommertemperaturen. Verschiedene Tiere passen sich durch eine nächtliche Lebensweise an. Darunter fallen Taschenratten, Stinktier, Rotfuchs, Rotluchs, Puma, mehrere Fledermausarten, Nachtschwalben, Eulen und die meisten Kleinnager. Den Tagesrand nutzen Maultierhirsch, Kojote, Baumstachler und Baumwollschwanzkaninchen sowie viele Singvögel. Tagesaktiv sind Erdhörnchen, Streifenhörnchen, Murmeltiere sowie Eidechsen, Schlangen, Adler und Bussarde. In den Lavaröhren leben einige Käferarten, die endemisch für das Gebiet sind.

## Geschichte

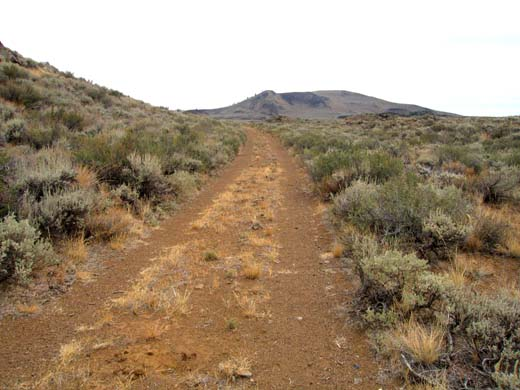
Goodale’s Cutoff in der Beifuß-Steppe heute

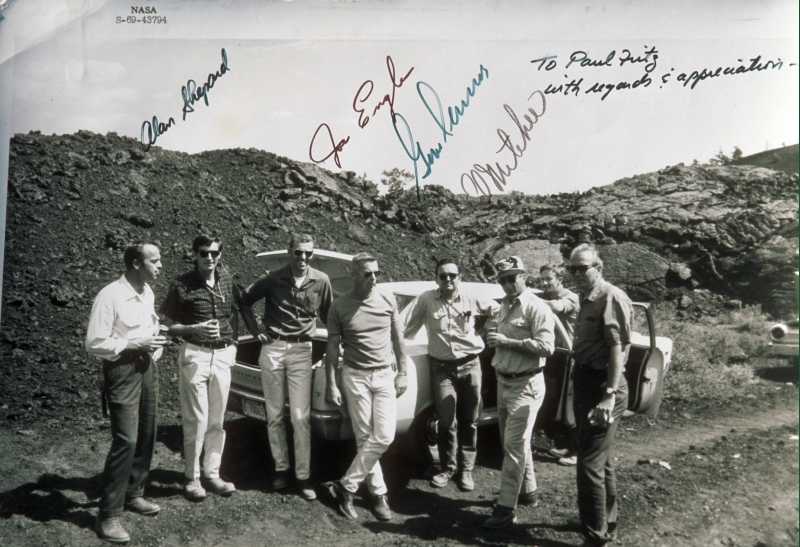
Das Apollo-14-Team im Schutzgebiet (mit Autogrammen)

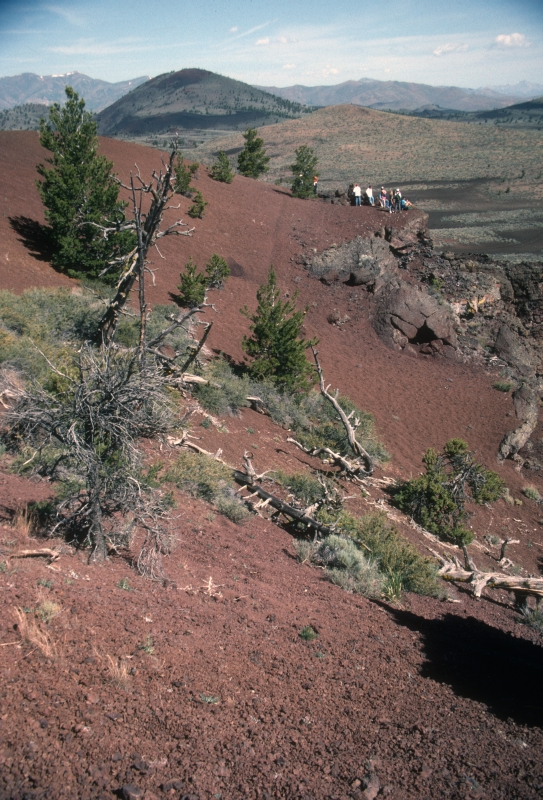
Echo Crater im als Wildnis-Gebiet ausgewiesenen Hinterland

Ursprünglich war die Snake-River-Ebene dünn von Shoshonen besiedelt. Die Lavafelder und die anderen vulkanischen Strukturen des Great Rifts waren jedoch lebensfeindlich und wurden nicht dauerhaft genutzt. An einer Lavaröhre, die heute als Indian Tunnel bezeichnet wird, wurden Steine künstlich um die Tunnelöffnung angeordnet.
Die Lewis-und-Clark-Expedition von 1805/6 brachte die ersten Weißen ins heutige Idaho, sie passierten das Gebiet aber nördlich vom heutigen Schutzgebiet. In den 1830er Jahren wurde das Snake-River-Gebiet von Trappern und Pelzhändlern der britischen Hudson’s Bay Company besucht. Auch sie kamen wohl nie in das heutige Schutzgebiet. 1833 erkundete der US-Offizier Benjamin Bonneville den Snake River und Teile der Ebene. Der erste nachweisliche Aufenthalt eines Weißen im heutigen Schutzgebiet fand 1852 statt. John Jeffrey erkundete eine nördliche Abkürzung für die Siedler-Trecks auf dem Oregon Trail, um die weiten Schleifen des Snake Rivers zu umgehen. Seine Route führte durch den äußersten Nordwesten des heutigen National Monuments. Sie wurde in den ersten Jahren nur sporadisch genutzt, gewann aber 1862 an Bedeutung, als Schoschonen und Bannock-Indianer sich auf der Hauptroute am Snake River gegen die in ihr Land eindringenden Weißen wehrten. Um den Indianern zu entgehen, wurde der größte Siedlerzug auf dem Oregon-Trail aller Zeiten mit 338 Wagen und 1095 Menschen von Tim Goodale über die nördliche Route geführt, die ab da als Goodale’s Cutoff bezeichnet und bevorzugt wurde.
1901 fand die erste Begehung des Gebietes durch einen Geologen der US Geological Survey statt. Harold Stearns, Geologe der USGS, besuchte das Gebiet 1921 und 1923 und verfasste eine erste Beschreibung, die 1924 in der Geographical Review veröffentlicht wurde. Der National Park Service forderte bei ihm ein Gutachten an, das die Gebietsstrukturen und geeignete Grenzen eines möglichen National Monuments enthalten sollte. 1920 waren Robert W. Limbert und sein Nachbar W. L. Cole, naturkundlich begeisterte Laien aus Boise, in 17 Tagen durch das Great-Rift-Gebiet gewandert. Sie erkundeten als erste die Region in voller Länge und beschrieben die vielfältigen vulkanischen Strukturen. Limbert veröffentlichte 1924 einen Bericht über die Expedition im populären Magazin National Geographic unter dem Titel „Among the ‚Craters of the Moon‘“. Er schlug vor, das Gebiet als Nationalpark auszuweisen, und schickte sein Skizzenbuch mit Fotos und weiteren Notizen an Präsident Calvin Coolidge. Aufgrund des vorliegenden Gutachtens für den National Park Service und der öffentlichen Bekanntheit des Gebietes nach dem Erscheinen des National-Geographic-Artikels nutzte Coolidge die Ermächtigung des Antiquity Acts und widmete das Gebiet als National Monument.
In den ersten Jahrzehnten war das Schutzgebiet nur wenig ausgebaut. In Vorbereitung auf das 50. Jubiläum des National Park Services wurde Mitte der 1950er Jahre das Mission-66-Programm aufgelegt, bei dem rund eine Milliarde Dollar in die Nationalparks und sonstigen Schutzgebiete des Bundes investiert wurden. Auch Craters of the Moon bekam ab 1956 ein neues Besucherzentrum, einen Campingplatz, eine im Kreis durch das Schutzgebiet geführte Straße und weitere Einrichtungen zur Natur- und Kulturinterpretation und Besucherbetreuung.
1969 erkundeten Teams des Apollo-Programms geologisch besondere Regionen im Westen der Vereinigten Staaten. Die Astronauten Alan Shepard, Edgar Mitchell, Eugene Cernan und Joe Engle kamen unter anderem in das Crater-of-the-Moon-Gebiet und lernten die fachmännische Identifizierung und Beschreibung von vulkanischem Gestein, wie es auf dem Mond zu erwarten war.
1970 widmete der Kongress der Vereinigten Staaten den Großteil des National Monuments zusätzlich als Wilderness Area, die strengste Klasse von Naturschutzgebieten in den USA. Es war die erste offiziell geschützte Wildnis in einem Gebiet des National Park Service.
In den 1980er Jahren betrieben lokale Tourismus-Unternehmer und die Politik des Staates Idaho die Umwidmung des National Monuments in einen Nationalpark. Sie erhofften sich davon eine stärkere Anziehungskraft für den Tourismus der Region. Idaho hat als einziger Bundesstaat im Westen der Vereinigten Staaten keinen Nationalpark innerhalb seiner Grenzen, wenn man von einem schmalen Streifen am Rand des Yellowstone-Nationalparks absieht. Der National Park Service lehnte die Aufwertung ab: Das Gebiet habe mit dem Vulkanismus nur einen Typ von natürlichen Erscheinungsformen und sei daher nicht als Nationalpark geeignet. Der Status als National Monument sei angemessen. Anfang der 1990er Jahre wurde eine vermittelnde Position erarbeitet, nach der es bei der Ausweisung als National Monument bleiben solle, aber das Gebiet großräumig erweitert werden könne.
Im Jahr 2000 wurde das Schutzgebiet um die gesamten Lavafelder des Great-Rift-Gebietes erweitert und benachbarte Prärieflächen unter der Verwaltung des Bureau of Land Management hinzugenommen. Das Schutzgebiet unter dem Namen Crater of the Moon National Monument and Preserve umfasst jetzt fast 2900 km² und alle vulkanischen Erscheinungen der Region.
Im März 2017 stimmte der Senat von Idaho für eine Petition an den US-Kongress Craters of the Moon als Nationalpark auszuweisen.

## Das Schutzgebiet heute

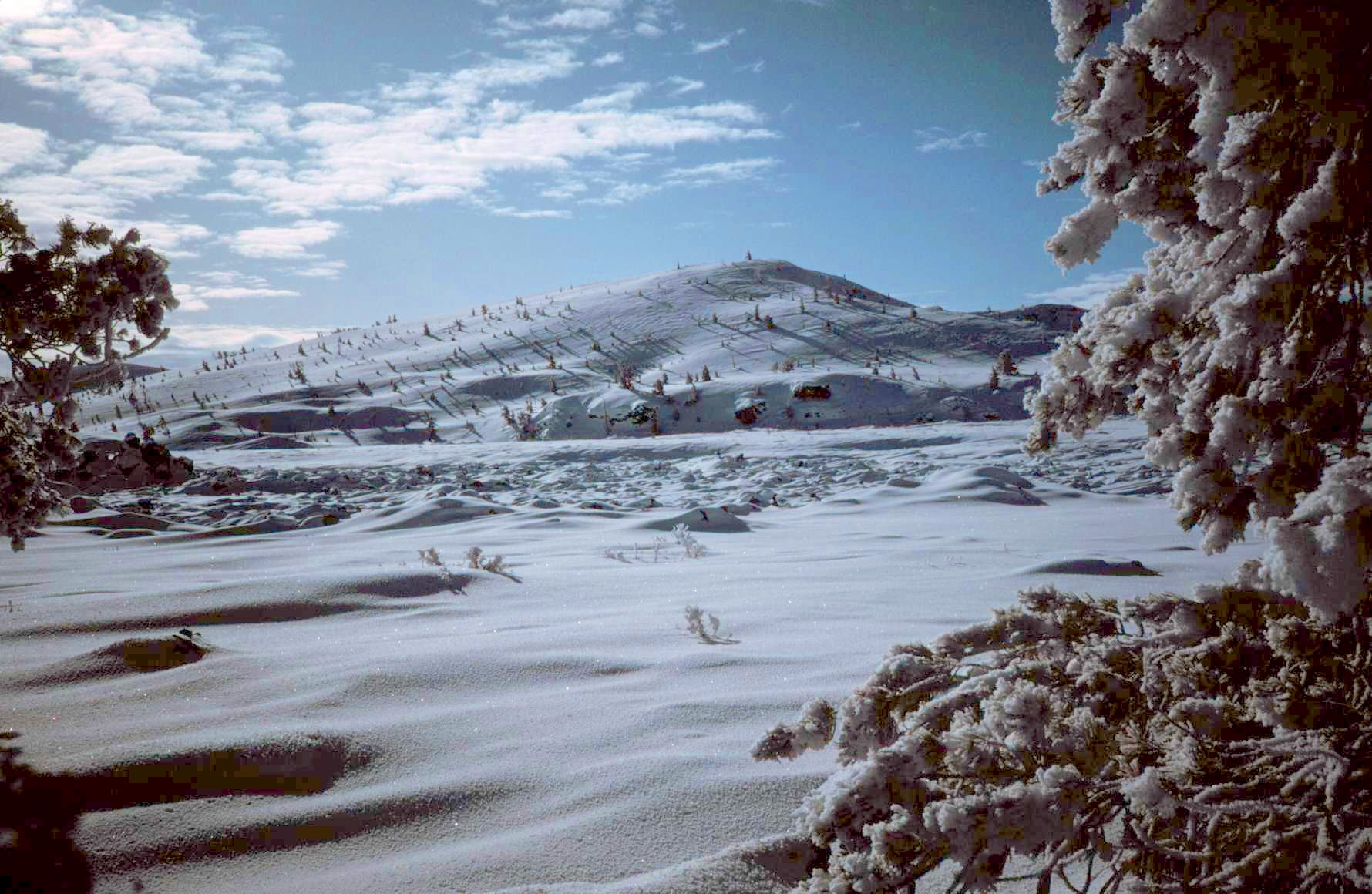
North Crater im Winter (Blick vom Besucherzentrum)

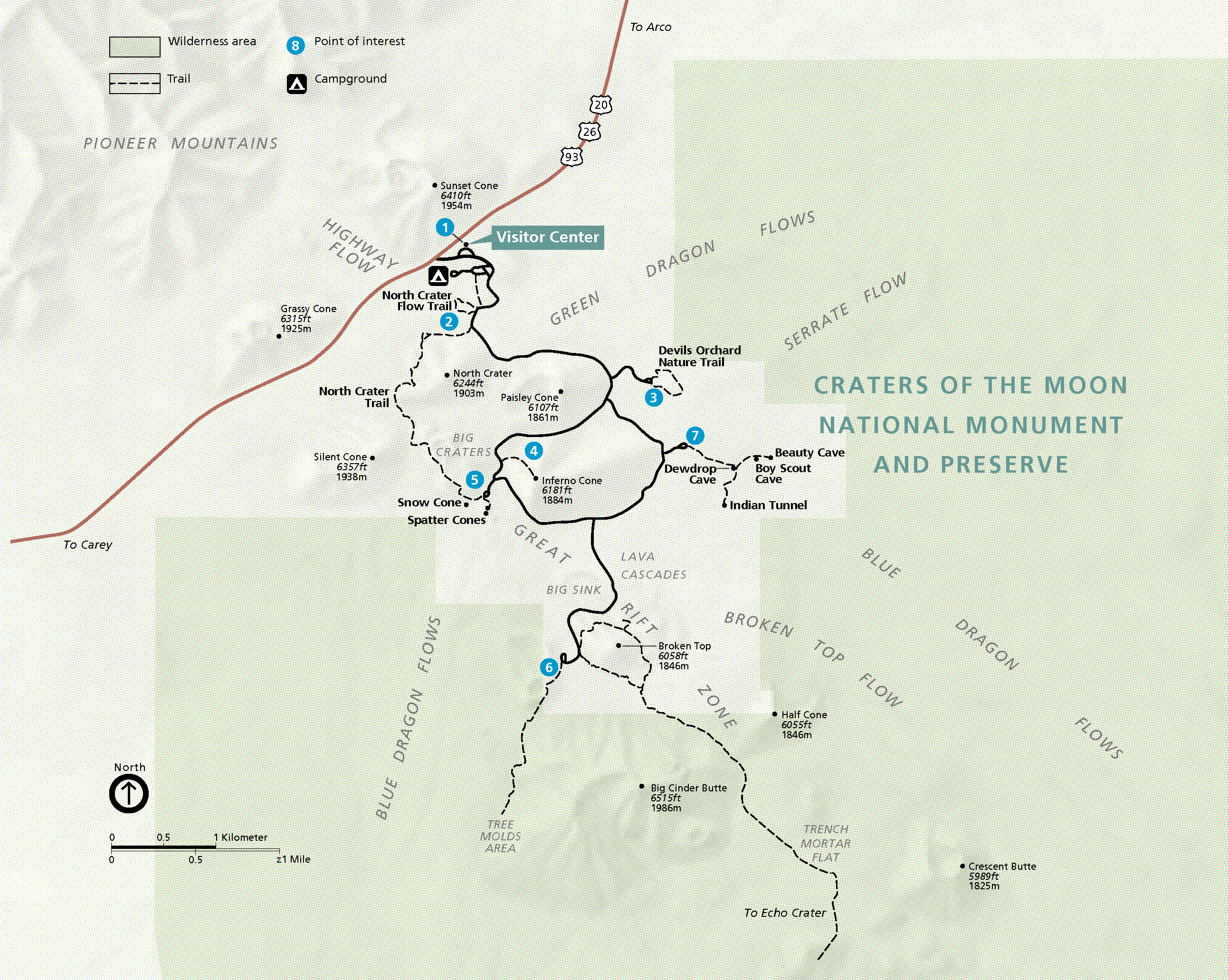
Schematische Karte des erschlossenen Bereichs

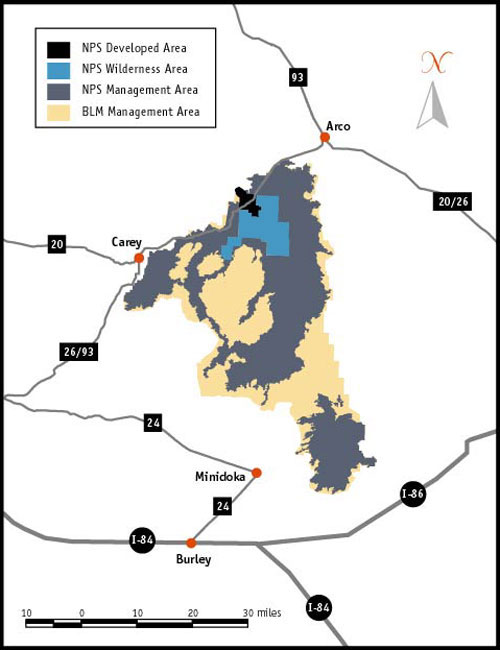
Schematische Karte der Verwaltungszuständigkeiten im Schutzgebiet

Der erschlossene Bereich des Craters of the Moon National Monument and Preserve liegt im Norden des Gesamtgebietes am US-Highway US-20, der hier gebündelt mit US-26 und US-93 verläuft. Vom Highway zweigt eine Stichstraße zum Besucherzentrum ab, sie führt weiter zum kleinen Campingplatz und einer als Einbahnstraße ausgewiesenen, etwa 11 km langen Schleife, die durch den Norden des wichtigsten Lavafeldes führt. Die Autoroute windet sich um mehrere Vulkankegel, von ihr zweigen wiederum Stichstraßen ab, die zu ausgewiesenen kurzen Wanderwegen führen.
Am meisten begangen sind der North Crater Flow Trail am Besucherzentrum, der in die Charakteristika einer Lavalandschaft einführt, der Devils Orchard Trail, auf dem Besucher die langsame Besiedlung der Lavalandschaft mit Pioniervegetation erkunden können, und der Caves Trail, der zu den Eingängen von vier für Besucher zugängliche und eine einsehbare Lavaröhren führt. Der Indian Tunnel kann ohne weitere Ausrüstung in der vollen Länge von knapp 250 m begangen werden, die anderen erfordern Höhlenausstattung mit mehreren unabhängigen Lichtquellen und die Bereitschaft zum Kriechen durch schmale Eingänge. Außerdem gibt es zwei ausgewiesene Wanderwege, die aus dem erschlossenen Teil des Gebietes in die Wildnisregion führen. Im Sommerhalbjahr werden von den Rangern täglich geführte Wanderungen und Vorträge angeboten. Im Winter ist die Straßenschleife für Autos gesperrt und als Skilanglauf-Loipe geöffnet. Führungen auf Schneeschuhen finden an den Wochenenden statt.
Craters of the Moon National Monument and Preserve ist mit deutlich über 200.000 Besuchern im Jahr das wichtigste touristische Ziel in der dünn besiedelten Region. Es ist jedoch typischerweise nur ein Abstecher für Besucher anderer Ziele im weiteren Umfeld und wird nur von rund 20 % der Besucher gezielt angesteuert. Die anderen kommen aus anderem Grund nach Idaho oder durchqueren die Region nur und nutzen das Schutzgebiet als Zwischenstopp.
Nahezu alle Besucher beschränken sich auf den erschlossenen Bereich im Norden, der aber nur den kleinsten Teil des Schutzgebietes ausmacht. Er liegt im ursprünglichen National Monument, das eine Fläche von etwa 216 km² hat. Seit der Erweiterung im Jahr 2000 erstreckt sich das Gebiet nach Süden bis auf fast die gesamte Breite der Snake River Plain. Damals kamen rund 1600 km² unter der Verwaltung des National Park Service als National Preserve hinzu. Hierbei handelt es sich nahezu ausschließlich um Lavafelder. Weitere rund 1000 km² stehen unter der Verwaltung des Bureau of Land Management und wurden ebenfalls 2000 dem Schutzgebiet zugeschlagen. Sie sind Steppe und die bestehende Weidenutzung durch Rinderherden privater Rancher wurde bei der Schutzgebietsausweisung beibehalten. Im Hinterland gibt es einige wenige unbefestigte Straßen und Pisten in den Steppenanteilen, auf den Lavafeldern kann man sich nur zu Fuß bewegen.